# Pisa (Schiff, 1896)
Der Dampfer Pisa war ein für die Reederei Sloman bei Alexander Stephen and Sons in Glasgow gebautes Passagierschiff für den Nordatlantikverkehr. Die Pisa wurde erstmals 1897 eingesetzt und war in der Nähe, als die Titanic nach der Kollision mit einem Eisberg am 15. April 1912 sank.

## Geschichte
Die bei  Alexander Stephen and Sons gebaute Pisa war das letzte für die Sloman Reederei gebaute Passagierschiff und das erste, das auch Plätze für Passagiere der ersten Klasse anbot. Sie lief am 2. November 1896 vom Stapel und begann ihre Jungfernfahrt von Hamburg nach New York am 20. Mai 1897. Der 12 kn fahrende Einschornsteiner hatte Platz für 40 Passagiere der 1. Klasse und 1200 Zwischendeckspassagiere.
1903 wurde sie nach von der Hamburg-Amerikanische Packetfahrt-Actien-Gesellschaft (HAPAG) gechartert und fuhr ab dem 11. April für diese Gesellschaft weiter von Hamburg nach New York.
Am 5. Januar 1904 fuhr sie einmal von Odessa über Konstantinopel, Smyrna, Piräus nach New York und zurück.
Am 1. September 1907 erwarb die HAPAG das Schiff, das weiterhin zwischen Hamburg und New York pendelte. Am 14. April 1911 begann die Pisa ihre erste Kanadareise von Hamburg nach Quebec und Montreal.
Am 1. April 1912 lief sie wieder von Hamburg nach St. John’s (Neufundland) aus. Am 14. April befand sie sich im selben Seegebiet wie die Titanic, sichtete Eis und meldete dies. Am 17. April traf sie in St. John’s ein.
Ihre letzte Kanadafahrt begann am 29. August 1913 und am 11. April 1914 verließ sie Hamburg zum letzten Mal Richtung New York. Von dort kam sie auf der neuen Mittelmeer-/Schwarzmeer-Linie zum Einsatz, die sie 1904 schon mal befahren hatte. Neben ihr kamen die gleich alte Barcelona und die Corcovado als Flaggschiff der Linie zum Einsatz. Am 22. Juni 1914 lief sie aus Batumi nach Konstantinopel, Smyrna, Piraeus und New York, wo sie am 22. Juli 1914 eintraf. Dort wurde sie nach Kriegsbeginn aufgelegt. Die von Kapitän Hauer geführte Pisa war anfangs Teil der Planungen zur Versorgung der im Atlantik operierenden Kreuzer und Hilfskreuzer.
Bei Kriegseintritt der USA wurde sie beschlagnahmt und kam als Ascutney in Fahrt.
1934 wurde sie in Boston, Massachusetts, abgebrochen.